# Новий Сьвят (Опольське воєводство)
Новий Сьвят (пол. Nowy Świat, нім. Neue Welt) — село в Польщі, у гміні Любша Бжезького повіту Опольського воєводства.
Населення — 166 осіб (2011).
У 1975-1998 роках село належало до Опольського воєводства.

## Демографія
Демографічна структура станом на 31 березня 2011 року:
|          | Загалом | Допрацездатний вік | Працездатний вік | Постпрацездатний вік |
| -------- | ------- | ------------------ | ---------------- | -------------------- |
| Чоловіки | 95      | 22                 | 67               | 6                    |
| Жінки    | 71      | 13                 | 39               | 19                   |
| Разом    | 166     | 35                 | 106              | 25                   |